# 막스 리멜트
막스 리멜트(Max Riemelt, 1984년 1월 7일 ~ )는 독일의 배우이다.

## 출연 작품
- 베를린 신드롬